# Рокині
Роки́ні — селище у Луцькому районі Волинської області. Входить до складу Луцької міської громади. 
Населений пункт розташований у південно-східній частині області, на півдні Поліської низовини, на лівому березі річки Стир та правому березі річки Серни, праворуч від шосе Луцьк-Ковель, за 15 кілометрів від обласного центру та найближчої залізничної станції Луцьк. Територія населеного пункту становить 2 380,4 гектара, із них: сільськогосподарських угідь — 1 244 гектари, орних земель — 1 164 гектари.
Населення становить 1 850 жителів, з яких: 98 відсотків — українці, 2 відсотки — представники інших національностей. Зв'язок із обласним центром забезпечують маршрутні автобуси (приміський маршрут номер 54 "Залізничний вокзал Луцьк - Рокині").
В селищі діє етнографічний Музей історії сільського господарства Волині.
Соціальна інфраструктура: Рокинівський ліцей номер 38, ясла-садок номер 50, амбулаторія сімейної медицини, аптечний пункт, будинок культури, бібліотека, філія Княгининівської школи мистецтв.

## Історія
Рокині вперше згадуються, за документами ревізії Луцького замку 1545 року, під назвою Рукиня.
Про давнину поселення на цьому місці засвідчують численні палеонтологічні та археологічні знахідки: зуби трипалого викопного коня, кістки мамонта, знаряддя праці культури лінійно-стрічкової кераміки неолітичної доби (кінець V — перша половина IV тисячоліття до н. е.), уламки посуду мідно-бронзового часу (кінець III — початок 1-го тисячоліття до н. е.) срібні монети XVI ст. короля Сигізмунда, уламки посуду XVI—XVII ст. часів козаччини та інше.
Жителі села Рокині (Рукині) займалися землеробством, ремеслами, рибальством, млинарством, обслуговували потреби Жидичинського монастиря, який вів активну торгівлю і потребував умілих людей. Донині простежується гребля від Рокинь до Жидичина, де був міст через Стир, і вивозили звідси хліб, тканини, продукти лісу (мед, віск, смолу), лісоматеріали. Був тут і залізоробний промисел.
У 1570 році в селі було більше 10 різних монастирських служб, до 20 городників, чотири ремісники, рибалки. Діяли корчма, водяні млини, що збереглися до 30-х років XIX століття.
За документами фіксуються напади на володіння селища татарських загонів, особливо з жорстокими грабунками і спаленнями в 1495, 1601, 1681 роках. З 1608 року до початку XIX століття Рокині були в управлінні греко-католицьких владик.
У 1848 році кріпаки села, як і сусідніх сіл, відмовлялися виконувати тяжку панщину і вимагали перевести їх на оброк.
На час перепису в 1911 році, тут були, 72 двори, переважно німецьких поселенців, 480 жителів, кірха та початкова школа.
Під час Брусиловського прориву австро-німецького фронту влітку 1916 року, в районі села вели запеклий бій воїни російського 46-го армійського корпусу 1-ї кавалерійської дивізії 8-ї армії Південно-Західного фронту. На північній околиці села в 1990 році було знайдено поховання 11-ти воїнів 46-го корпусу.
На початку Другої світової війни, в 1940 році, німецьке населення виїхало з села Рокині до Німеччини, а оселилися тут люди з інших сіл, утворили радгосп «Більшовик». Коли нацисти окупували Волинь, багато будинків у селі було спалено каральними загонами, розстріляно понад 30 місцевих жителів. Відбивали село від німців воїни 181-ї стрілецької дивізії, 12 з яких поховані неподалік села Підліски за п'ять кілометрів від Рокинь.
До 2016 року - центр селищної ради. Селищній раді було підпорядковане село Брище.
12 червня 2020 року, згідно з розпорядженням Кабінету Міністрів України  № 708-р, село увійшло до складу Луцької міської громади.

## Населення
Згідно з переписом УРСР 1989 року чисельність наявного населення села становила 1179 осіб, з яких 571 чоловік та 608 жінок.
- 2001 (перепис) — 1 396[4]
- 01.01.2021 — ▲ 1 476[5]
- 01.01.2022 — ▼ 1 463[6]
- 01.01.2023 — ▲ 1 467[7]
- 01.01.2024 — ▼ 1 456[7]
- 01.01.2025 — ▼ 1 428[7]

### Мова
Розподіл населення за рідною мовою за даними перепису 2001 року:
| Мова       | Кількість | Відсоток |
| ---------- | --------- | -------- |
| українська | 1379      | 98.78%   |
| російська  | 16        | 1.15%    |
| білоруська | 1         | 0.07%    |
| Усього     | 1396      | 100%     |

## Природа
Природні багатства:
- Окультурений ландшафт — дендропарк «Байрак». Він має статус парку-пам'ятки садово-паркового мистецтва загальнодержавного значення (Указ Президента України № 715/96 від 20.08.1996 p.), займає площу 12 гектарів. Тут ростуть 150 видів дерев та чагарників і 250 їхніх різновидів.
- Неподалік від селища розташований «Рокинівський заказник», а також гідрологічний заказник «Краєвид».

## Наука
На території селища розташована центральна садиба Волинської державної сільськогосподарської дослідної станції (1956 p.), з 1986 року — Волинське державне науково-виробниче об'єднання «Еліта», а з 2001 року — Волинський інститут агропромислового виробництва Української академії аграрних наук.

## Галерея

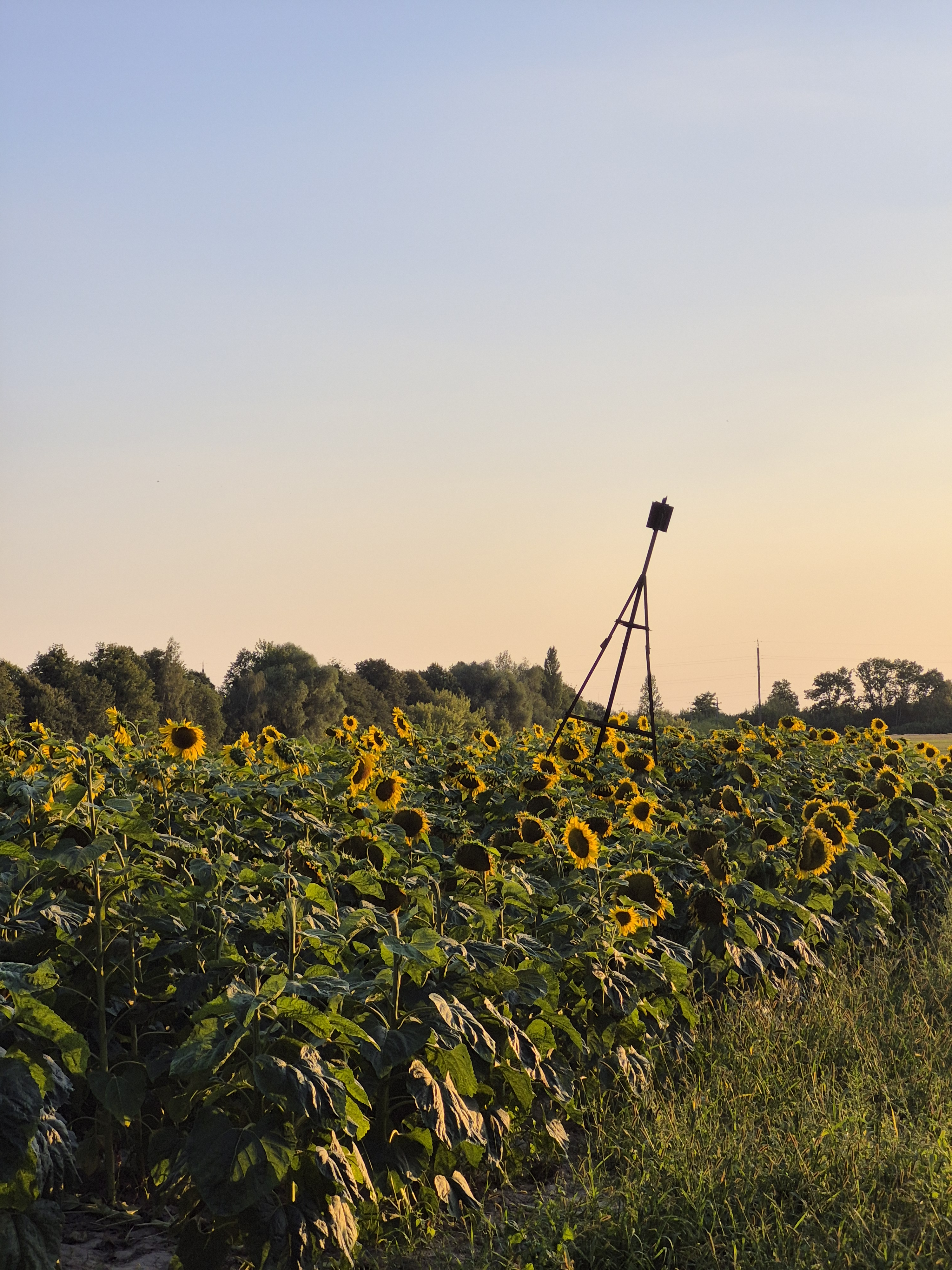
Геодезичний знак збудований у вигляді піраміди поблизу селища
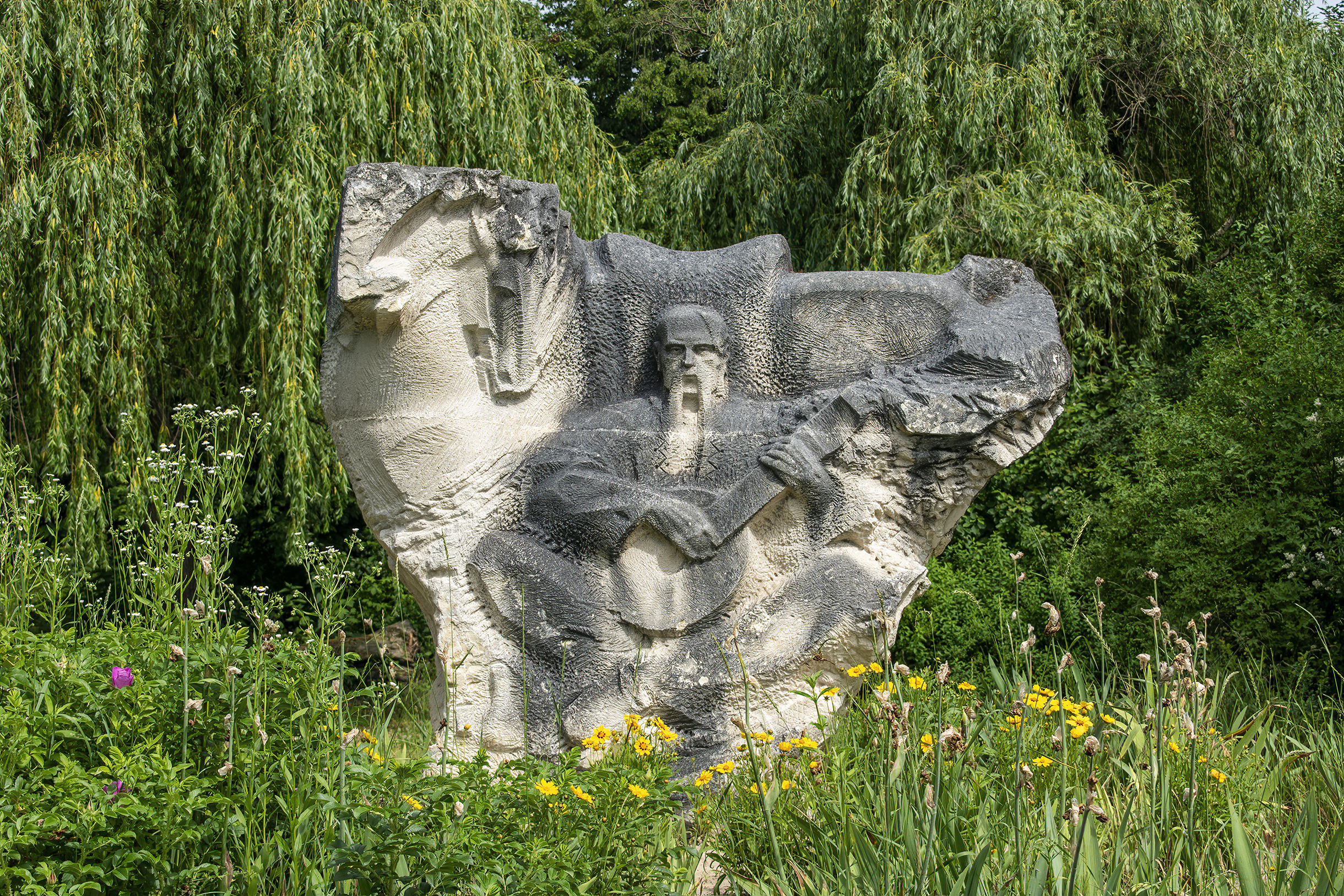
Пам'ятник Мамаю в селі Рокині Волинської області, виконаний Володимиром Шолудьком (2012)